# Stazione di Nepezzano-Piano d'Accio
La stazione di Nepezzano-Piano d'Accio è una fermata ferroviaria, posta sulla linea Teramo-Giulianova. Serve le località di Nepezzano e di Piano d'Accio, frazioni del comune di Teramo.

## Storia
La fermata di Nepezzano-Piano d'Accio venne attivata il 12 giugno 2016, concepita principalmente per servire gli studenti iscritti alla facoltà di medicina veterinaria dell'Università degli Studi di Teramo, la cui sede è situata nelle immediate vicinanze dello scalo ferroviario.

## Strutture e impianti
L'impianto è gestito da Rete Ferroviaria Italiana. La fermata conta un unico binario servito da una banchina protetta da una pensilina.

## Movimento
La fermata è servita da treni regionali a orario cadenzato gestiti da Trenitalia e TUA nell'ambito del contratto di servizio stipulato con la Regione Abruzzo.

## Servizi
La fermata dispone di:
- Biglietteria automatica

## Interscambi
La fermata offre come interscambi:
- Fermata autobus urbani, suburbani ed extraurbani